# Erigeron stellatus
Erigeron stellatus là một loài thực vật có hoa trong họ Cúc. Loài này được (Hook.f.) W.M.Curtis mô tả khoa học đầu tiên năm 1963.